# Johannes Hansen (billedhugger)
 Der er flere personer med dette navn, se Johannes Hansen.
Johannes Kristian Hansen (22. oktober 1903 i København – 2. august 1995) var en dansk billedkunstner.
Han blev uddannet ved Kunstakademiet i København, først ved Malerskolen i 1921, siden ved Billedhuggerskolen 1922-1926.
Hans debut var i 1924 på Kunstnernes Efterårsudstilling.
Johannes Hansen boede og havde værksted i Kongens Lyngby i tiden 1926-1960, og han var med til at stifte Lyngby Kunstforening.
En af hans skulpturer, Mor og Barn, fra 1948 står ved Stadsbiblioteket i byen.
En anden af hans skulpturer, Siddende unge mennesker, står ved Søerne i København lige ved Nørrebrogade og Dronning Louises Bro.
Skulpturen er i bronze og granit og den blev afsløret den 6. november 1942.
Kulturborgmester Alfred Bindslev sagde ved lejligheden "to unge Mennesker, der sidder og tænker paa Fremtiden – med Alvor og med Fortrøstning. Mange vil kunne spejle deres egen Alvor og Fortrøstning til Livet deri."
Johannes Hansen blev i 1953 tilknyttet Knabstrup Keramikfabrik hvor han som kunstnerisk leder formgav flere serier.
Han formgav i 1967 tillige sparebøssen Pondus for Landmandsbanken (nu Danske Bank).
En stum dokumentarfilm fra 1936 viser bronzestøbningen af en af Hansens skulpturer på Københavns Metalstøberi & mekaniske Værksted.

## Henvisning
1. ↑  "Siddende unge mennesker. Johannes Hansen".  (Webside ikke længere tilgængelig)
2. ↑  Hardy Granhøj Jørgensen (18. maj 2004). "Udstilling af keramikeren Johannes Hansen på Amtsgården i Sorø". Vestsjællands Amt. Arkiveret fra originalen 13. september 2005. Hentet 22. oktober 2008.  (Webside ikke længere tilgængelig)
3. ↑  Københavns Metalstøberi - Bronzestøbning